# Heudebert
 (août 2009).
Si vous disposez d'ouvrages ou d'articles de référence ou si vous connaissez des sites web de qualité traitant du thème abordé ici, merci de compléter l'article en donnant les références utiles à sa vérifiabilité et en les liant à la section « Notes et références ».

Logotype d'Heudebert

Heudebert est une gamme de produits biscottes appartenant la société General Biscuit  du groupe agro-alimentaire Mondelez International.

## Historique
La marque remonte à 1903 lorsque Charles Heudebert, artisan boulanger à Nanterre, rue du Chemin-de-Fer (actuellement rue Maurice-Thorez), eut l'idée de recuire le pain invendu de sa boulangerie familiale après l'avoir tranché pour produire des biscottes.

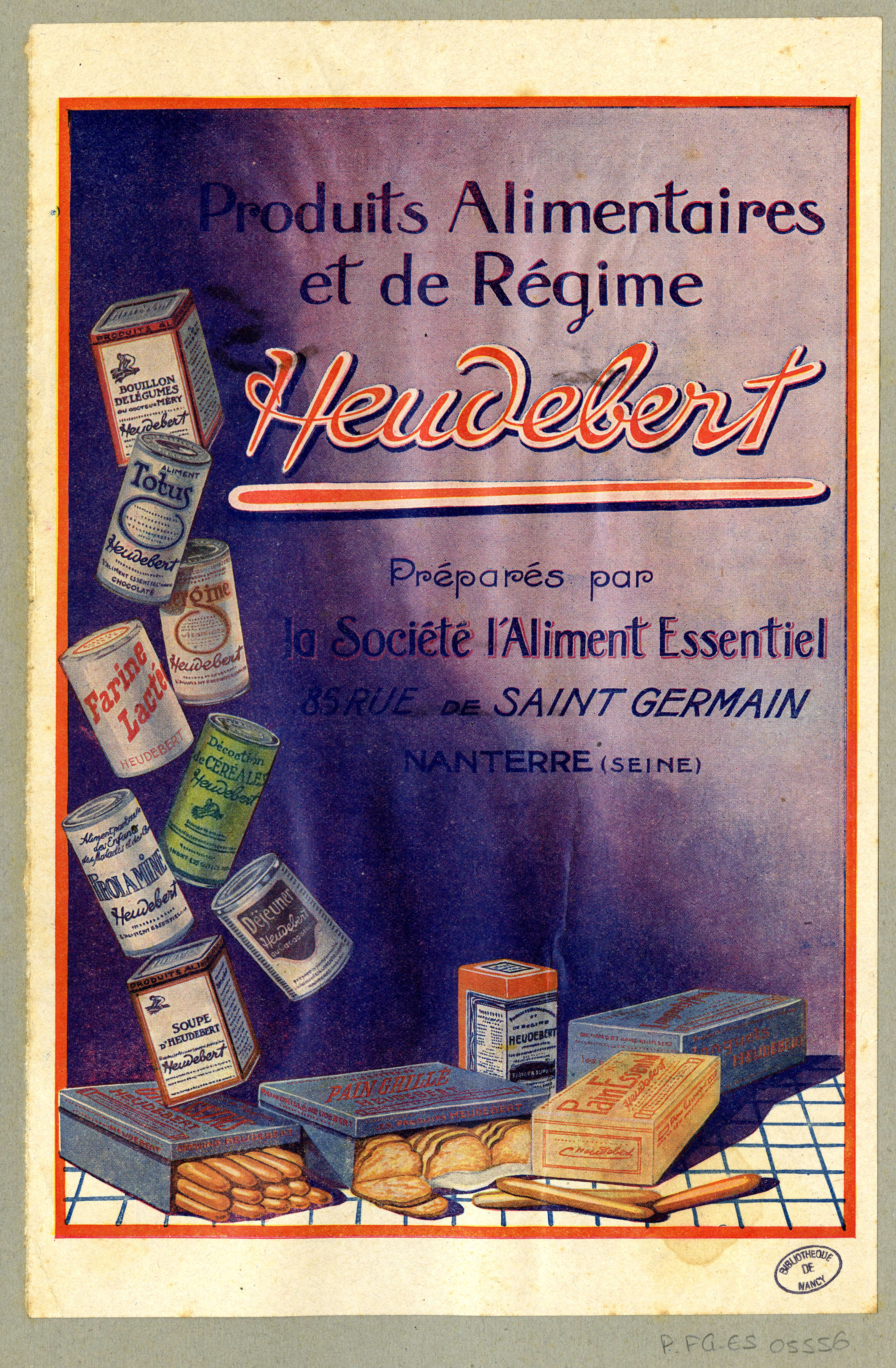
Publicité du début du XXe siècle pour des produits Heudebert, Bibliothèque municipale de Nancy

Très vite, le succès s'affirme, la production s’accélère et se diversifie avec l’ouverture d’une usine en 1910 à Nanterre. Ses biscottes étaient alors distribuées dans les boulangeries, les pharmacies et les alimentations générales.
- 1912 : mise au point d'un pain très longue conservation : le « pain de guerre » qui intéressa grandement le ministère de la Guerre.
- 1919 : la marque Heudebert réunit de nombreux produits : laits en poudre et aliments pour enfants, bouillons, céréales, cafés et biscottes.
- 1945 : décès du fondateur Charles Heudebert.
- 1963 : rachat par biscuiterie L'Alsacienne.
- 1968 : création du groupe LU-Brun avec Biscuiterie L'Alsacienne.
- 1972 : Heudebert rachète le fabricant de pain grillé Pelletier (fabricant depuis 1896).
- 1973 : ouverture d'une nouvelle unité de production à Granville.
- 1974 : Céraliment s'empare du tiers des parts de LU. Le nouveau groupe est baptisé Céraliment LU Brun et réunit 18 entreprises.
- 1977 : Heudebert est une division de la société Générale Biscuit France (GBF) contrôlée par le groupe francais Générale Biscuits (GB).
- 1986 : rachat du groupe Générale Biscuit par BSN futur Danone.
- 2001 : toute la production Heudebert passe sous la marque LU. Heudebert n'est plus que le nom d'une gamme de produits LU.
- 2007 : Danone vend sa division biscuits à l'Américain Kraft Foods, filiale de Philip Morris.

- 2012 : Kraft Foods est scindé en 2 sociétés. Celle à laquelle Heudebert, comme toutes les sociétés de l'ex branche Biscuits de Danone, est rattachée prend le nom de Mondelez.

## Heudebert aujourd'hui
- Aujourd'hui, Heudebert est une marque de LU appartenant au groupe Mondelez International.

- L'usine de Granville produit des toasts et des pains grillés Pelletier, et les biscottes Heudebert.
  - Sa capacité de production annuelle 2004 est de 14 390 tonnes.
  - Il y a 130 salariés sur ce site.

- L'usine de Toulouse produit des pains grillés Pelletier, la barre Grany et de la tartine.
  - Sa capacité de production annuelle 2004 est de 6 920 tonnes.
  - Il y a 133 salariés sur ce site.

- L'usine de Vervins produit des pains, des petits pains grillés et de la biscotte.
  - Sa capacité de production annuelle 2004 est de 16 400 tonnes.
  - Il y a 252 salariés sur ce site.

- Ces trois unités de productions font partie des 9 usines LU en France.

## Site externe
- historique de la société par Jeannine Cornaille de la Société d'histoire de Nanterre : première partie et  seconde partie